# Gater (Volk)

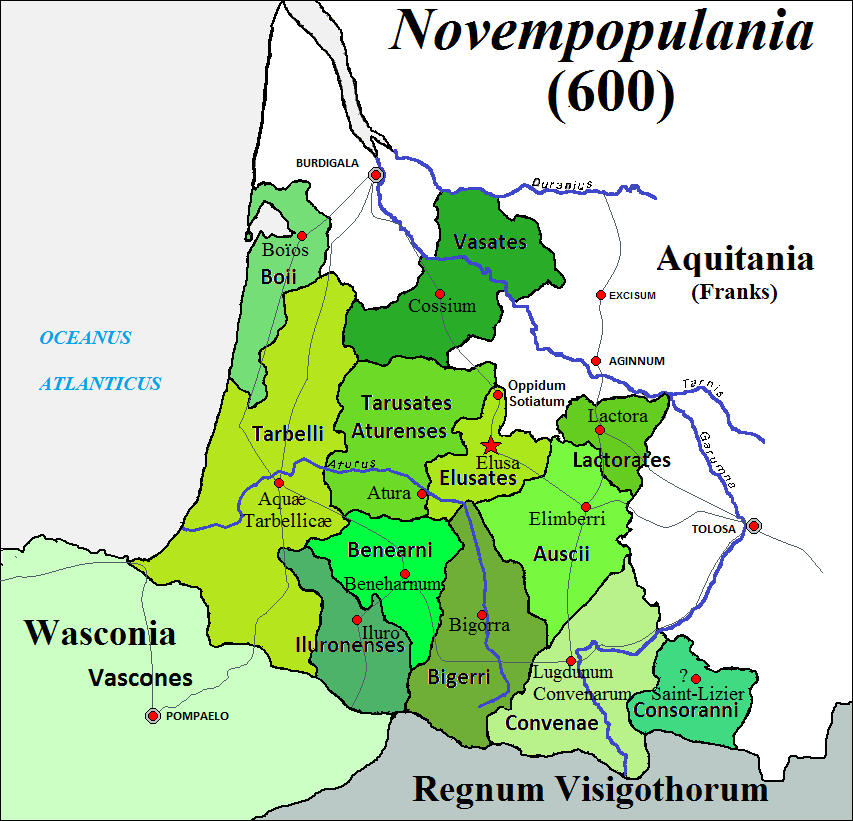
Stämme der Aquitaner

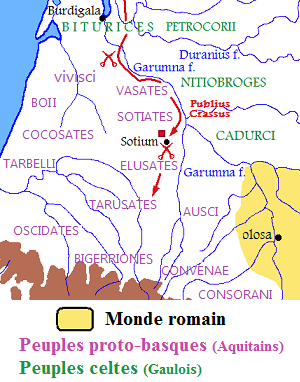
Feldzug in Aquitanien 56 v. Chr.

Die Gater (lateinisch Gates) waren ein vermutlich keltischer Stamm, dessen Wohnsitz in der späteren römischen Provinz Gallia Aquitania lag. Der genaue Ort ist nicht lokalisierbar, doch dürfte er im Gebiet zwischen den Elusaten (bei Eauze) und den Auscern (bei Auch) im Haut-Armagnac in der Nähe von Vic-Fezensac oder Mirande (beide im Département Gers) gelegen haben.
Im gallischen Krieg marschierte ein Unterfeldherr Caesars, der Legat Publius Licinius Crassus, im Jahr 56 v. Chr. in Aquitanien (der späteren römischen Provinz Novempopulana) ein. Nach einigen Siegen der Römer ergaben sich die meisten aquitanischen Stämme; namentlich genannt werden die Tarbeller, Bigerrionen, Ptianier, Vasaten (auch Vocaten), Tarusaten, Elusaten, Gater, Auscer, Garumner, Sibulaten und Cocosaten (De bello Gallico III 27). Ob die Namen, auch jener der Gates, eindeutig keltisch sind, kann nicht mit Sicherheit angegeben werden. Manche werden von einigen neuzeitlichen Autoren zu den Keltiberern gerechnet. Außer an dieser Caesarstelle wird der Stamm der Gater in der antiken Literatur offenbar nicht genannt.